# Noblesse de robe

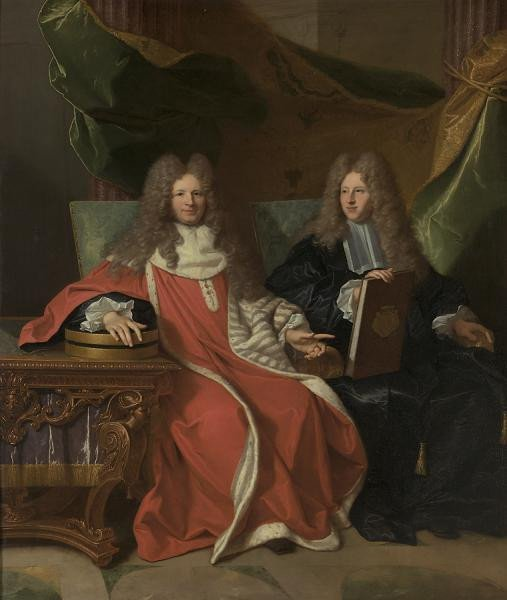
Pierre-Cardin Lebret (1639-1710) i jego syn Cardin Le Bret (1675-1734) parlamentarzyści paryscy, typowi przedstawiciele noblesse de robe

Noblesse de robe (fr. wym. [nɔblɛs də ʁɔb]; dosł. szlachta togi) – określenie nowej francuskiej szlachty z czasów ancien régime’u, wywodzącej się z urzędników mieszczańskiego pochodzenia uszlachconych za swoje zasługi dla państwa, np. zasiadanie w jednym z parlamentów. Przeciwstawna dla noblesse de robe była konkurująca z nią o wpływy stara szlachta rycerska noblesse d’epée („szlachta miecza”). Pierwszy na „szlachcie togi” oparł swe rządy kardynał Richelieu, choć wpływowych jej przedstawicieli można zauważyć już wcześniej.
Typowi przedstawiciele noblesse de robe:
- Jean-Baptiste Colbert
- Charles Colbert de Croissy
- Jean-Baptiste Colbert de Torcy
- Louis Phélypeaux (1643–1727)
- Joseph de Maistre